# تمدن ۲
تمدن ۲ (به انگلیسی: Civilization II) یک بازی ویدئویی به سبک استراتژی نوبتی است که توسط میکروپروس توسعه یافته و در سال ۱۹۹۶ به‌وسیلهٔ برایان رینولدز، داگلاس کاسپیان-کافمن و جف بریگز طراحی شد. این بازی با اینکه دنباله روی بازی تمدن (۱۹۹۱) ساختهٔ سید میر بود، اما آن‌ها در طراحی بازی جدید هیچ نقشی نداشتند.